# Dub Muehlenbergův

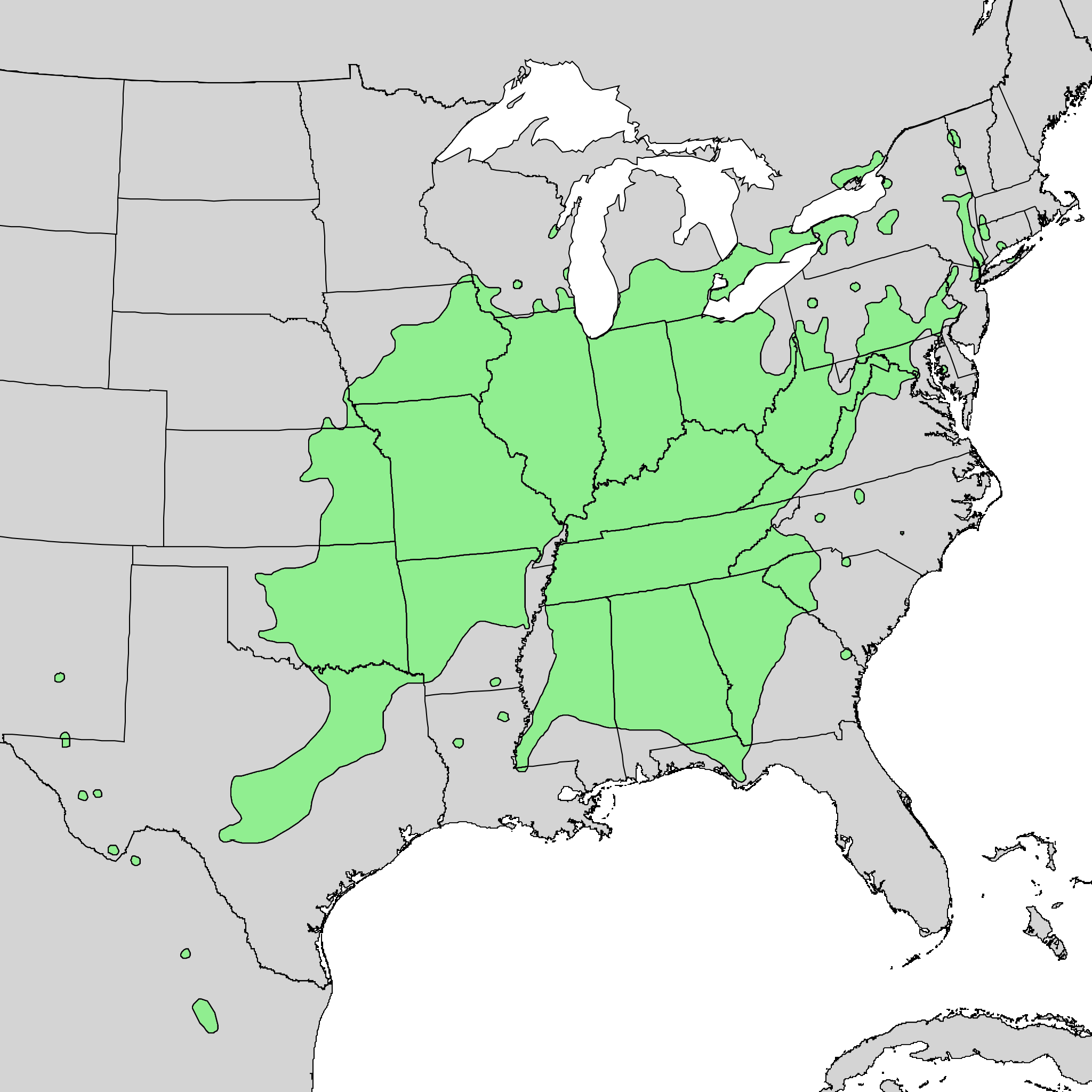
Mapa rozšíření dubu Muehlenbergova

Dub Muehlenbergův (Quercus muehlenbergii) je opadavý strom až 30 metrů vysoký, na suchých stanovištích nezřídka jen keř. Pochází z východních oblastí Severní Ameriky, kde je to jeden z nejvíce rozšířených druhů listnatých stromů. V Česku je zřídka pěstován jako parková a sbírková dřevina.

## Charakteristika
Dub Muehlenbergův je opadavý strom dorůstající výšky až 30 metrů, příležitostně však roste zejména na suchých stanovištích jen jako keř asi 3 metry vysoký. Borka je tenká, šedá a odlupuje se v plátcích. Letorosty jsou hnědavé, 1,5 až 3 mm tlusté, řídce jemně chlupaté, brzy olysávající, ve druhém roce šedé. Pupeny jsou hnědé až červenohnědé, téměř kulovité až široce vejcovité, 20 až 40 mm dlouhé, na vrcholu tupé. Listy jsou kožovité, obvykle obvejčité, řidčeji kopinaté nebo obkopinaté, s 5 až 15 cm dlouhou a 74 až 8 cm širokou čepelí, na bázi uťaté až klínovité, na okraji pravidelně zvlněné, zubaté až mělce laločnaté, na vrcholu krátce zašpičatělé až špičaté. Laloky i zuby jsou zaoblené nebo zašpičatělé. Řapíky jsou 10 až 30 mm dlouhé. Žilnatina je tvořena obvykle 10 až 14 páry postranních žilek. Listy jsou na líci lysé a leskle zelené, na rubu světle zelené až nasivělé, s roztroušenými nenápadnými přitisklými hvězdovitými chlupy. Na podzim se listy barví do žlutých tónů a rychle hnědnou. Žaludy dozrávají v prvním roce, jsou jednotlivé nebo po dvou, téměř přisedlé nebo na až 8 mm dlouhé stopce, světle hnědé, protáhlé až vejcovité, 15 až 20 mm dlouhé a 10 až 13 mm široké, do 1/4 až 1/2 kryté polokulovitou až mělce pohárkovitou číškou s krátce stejnoměrně šedě chlupatými šupinami.

## Rozšíření
Dub Muehlenbergův je rozšířen ve východní polovině USA a v izolovaných arelách i v Mexiku. Roste ve smíšených opadavých lesích a křoviskách v nadmořských výškách do 2300 metrů. V některých oblastech je jeho výskyt omezen na severní svahy hor nebo poříční biotopy na západní straně horského masívu. Vyhledává zásadité vápenaté půdy, na jiných substrátech roste výjimečně. Je to jeden z nejrozšířenějších druhů stromů v Severní Americe.

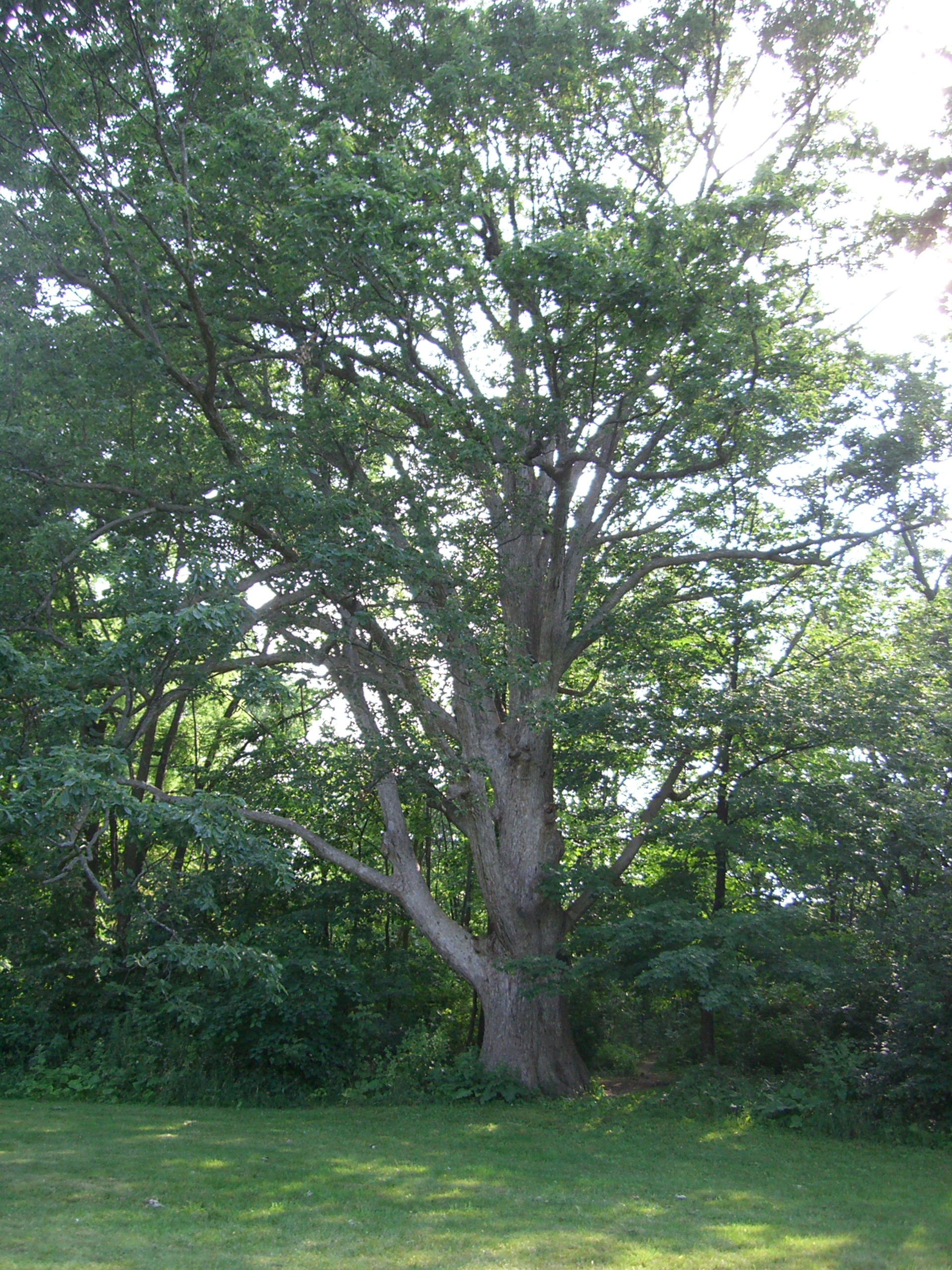
Dub Muehlenbergův
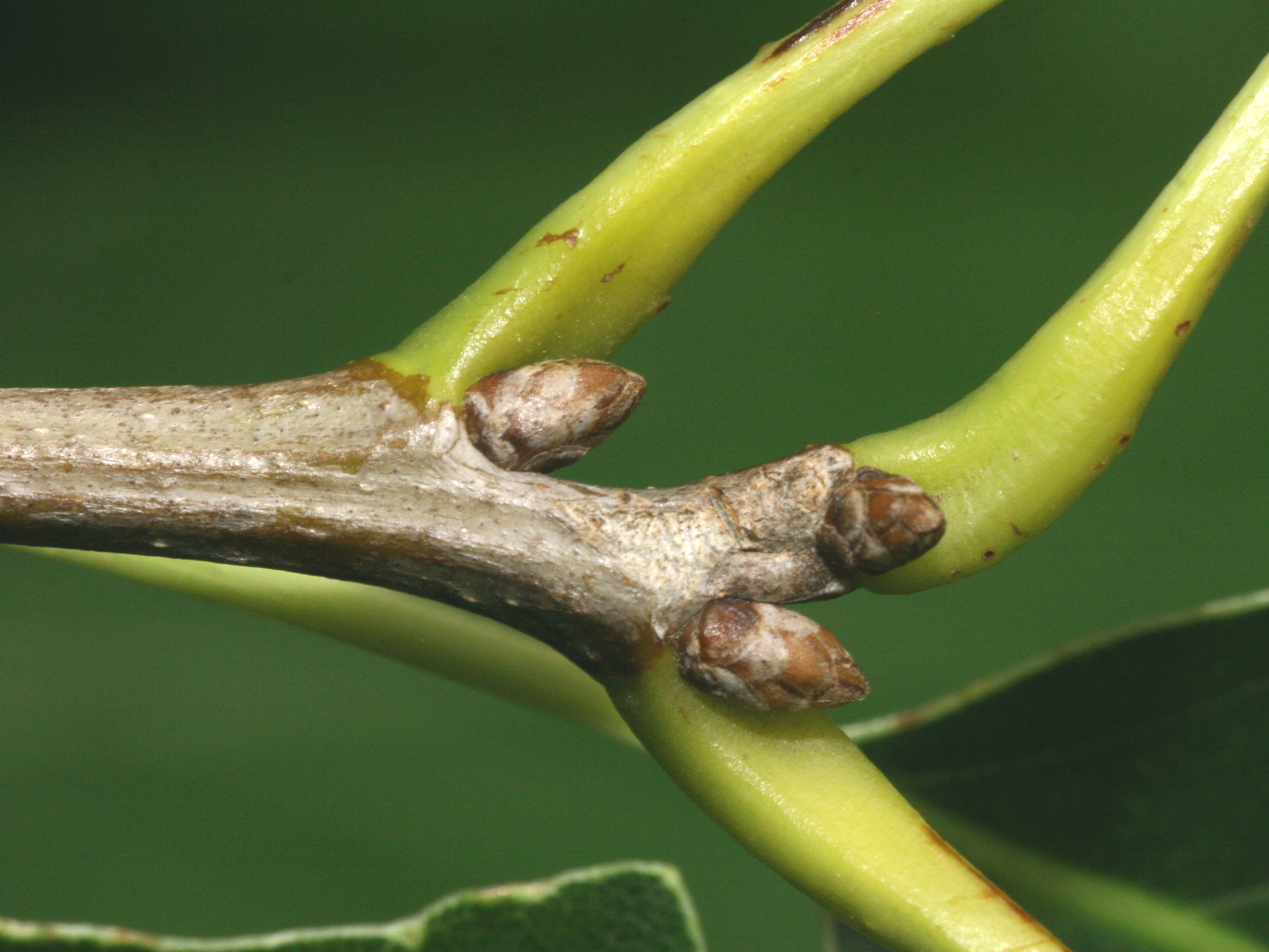
Detail pupenů dubu Muehlenbergova
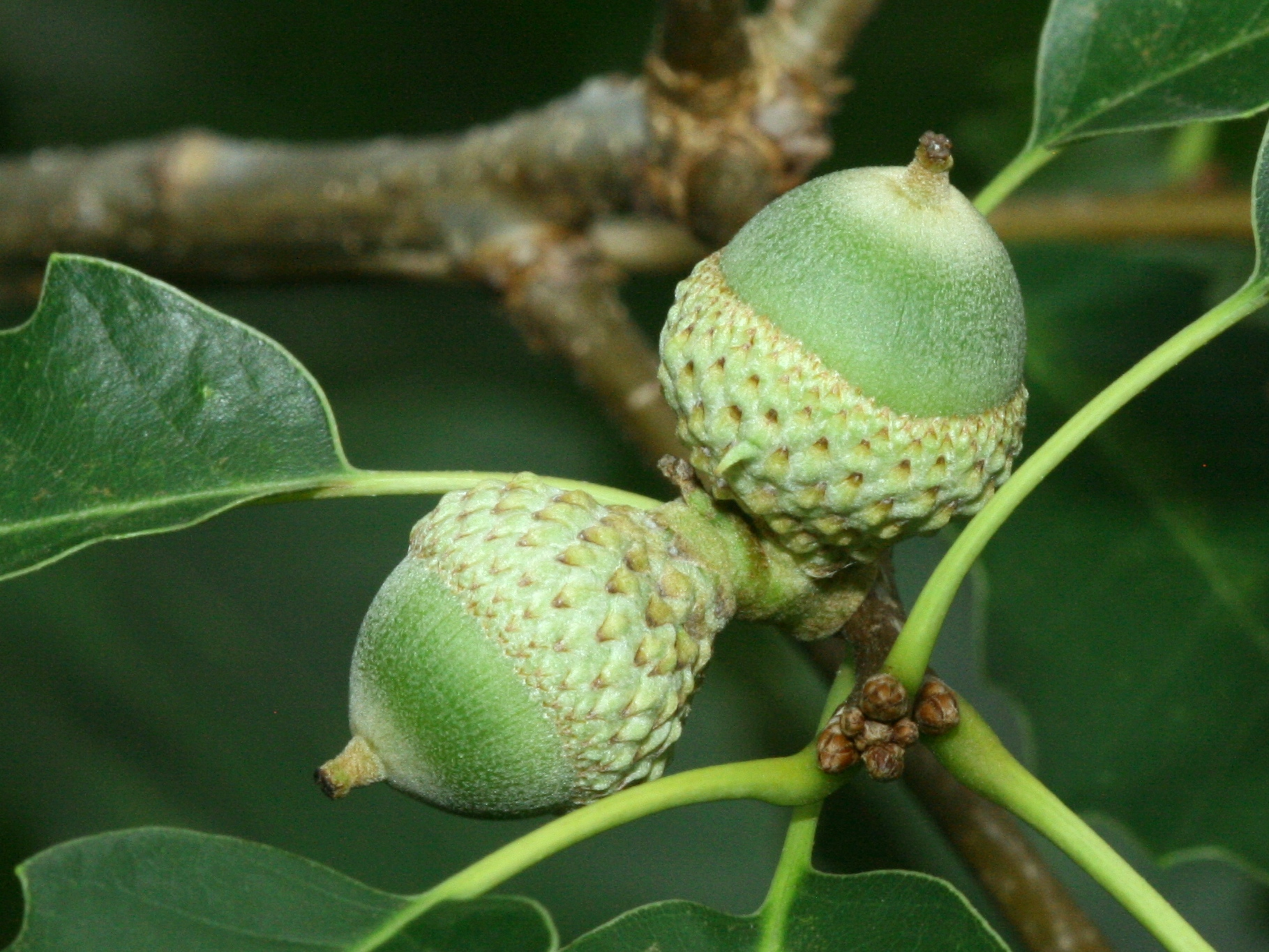
Žaludy dubu Muehlenbergova
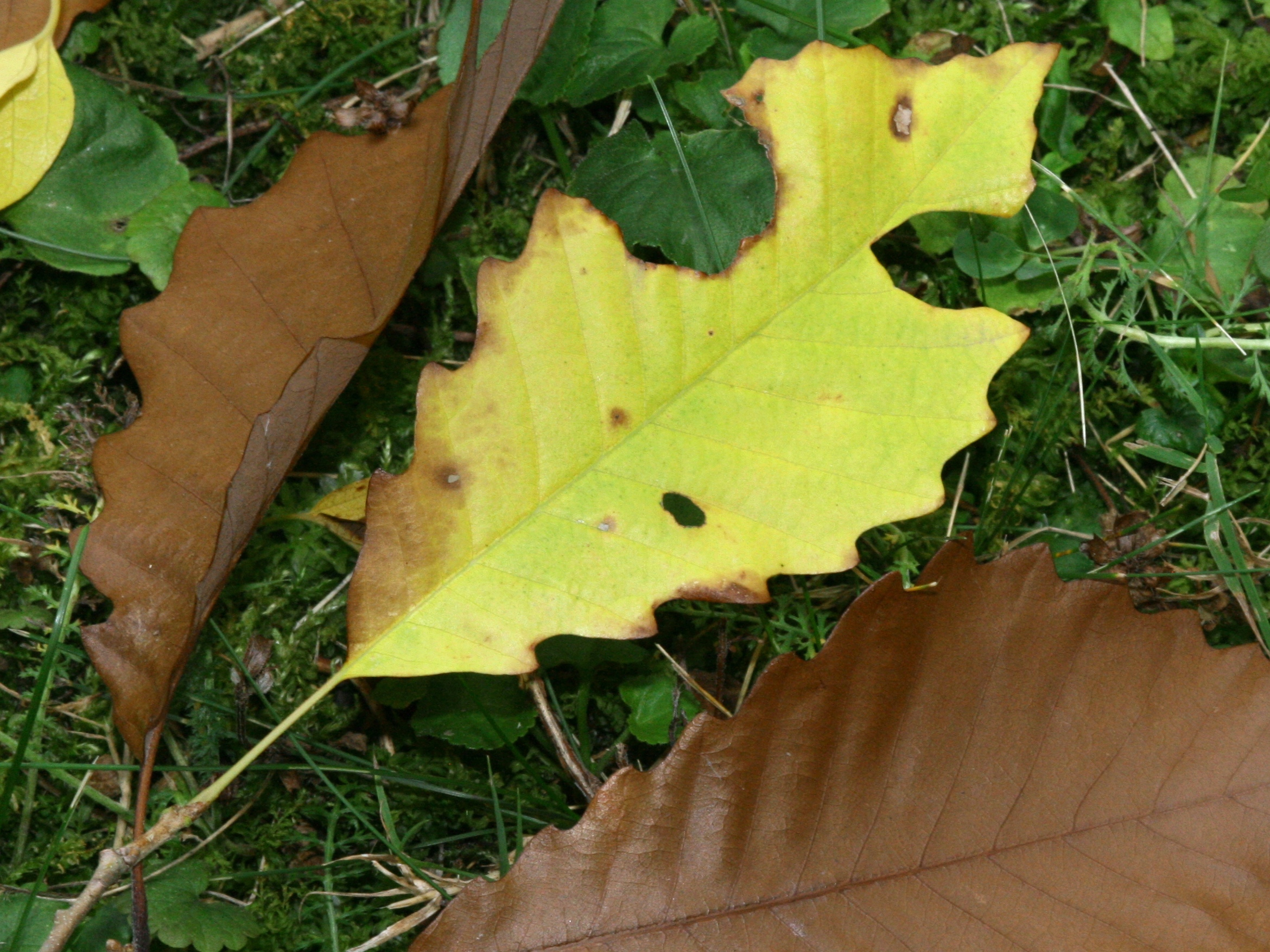
Podzimní zbarvení listů dubu Muehlenbergova

## Rozlišovací znaky
Dub Muehlenbergův náleží spolu s dubem košíčkatým (Quercus prinus), dubem křovitým (Q. prinoides), dubem horním (Quercus montana) a dubem Michauxovým (Q. michauxii) do skupiny několika velmi podobných severoamerických dubů, které je mnohdy obtížné navzájem bezpečně rozlišit. Keřovitě rostoucí dub Muehlenbergův lze snadno zaměnit s dubem křovitým (Quercus prinoides), který však vyhledává jiné typy stanovišť a půd, klonálně se rozrůstá a je plodný již při nízkém vzrůstu.

## Význam
Severoameričtí indiáni používali nálev z dubu Muehlenbergova k zastavení zvracení. Žaludy dubu Muehlenbergova jsou jedlé. V Česku je tento dub zřídka pěstován jako parková a sbírková dřevina. Je uváděn z Dendrologické zahrady v Průhonicích, Pražské botanické zahrady v Tróji a z Arboreta Žampach. Vysazen je i v Botanické zahradě a arboretu MU v Brně.